# カラアガチ川
カラアガチ川（カラアガチがわ、ブルガリア語: Река Караагач）、カラーガチ川、またはキテン川（ブルガリア語: Китенска река）は、ブルガリア南東部を流れ、ツァレヴォに属するキテンの町の南側に至る小さな川。深い三角江を成して黒海に注ぎ、河口近くの水深は11メートルから14メートルある。この川では、珍しい種類の魚が釣れ、釣りの好適地となっている。また植生も多様なものとなっている。カラアガチ川の長さは15キロメートルである。
ストランジャ山地に源を発するカラアガチ川の流路は、自然が豊かに残されており、夏場にはカヤックによるツアーが設定されるなど、観光資源として利用されている。